# Alexis Kauffmann
Pour les articles homonymes, voir Kauffmann.
 (décembre 2023).
Alexis Kauffmann, né le 5 mars 1969 à Boulogne-Billancourt (Hauts-de-Seine), est un professeur de mathématiques et militant libriste français. En 2001, il est à l'origine de Framasoft, l'une des principales communautés de promotion et de diffusion du logiciel libre et de la culture libre en France, qui se constitue en 2004 en association dont il est le cofondateur et le premier président de 2004 à 2012. En 2021, il rejoint la direction du numérique pour l'éducation en tant que chef de projet logiciels et ressources éducatives libres.

## Biographie
Alexis Kauffmann se définit comme un « Français par hasard ». Il naît le 5 mars 1969 de deux parents d'origine étrangère. Il devient professeur de mathématiques et enseigne successivement en Centrafrique, au lycée Michelet de Vanves puis au collège République de Bobigny,.
Il découvre le mouvement du logiciel libre en 1998, au hasard d'une navigation sur le web. Il cherche rapidement à appliquer les principes du libre et de la contribution collaborative à son activité pédagogique. Au collège République, il participe avec une collègue de lettres, Caroline d'Atabekian, à un projet interdisciplinaire portant le nom de Framanet pour FRAnçais et MAThématiques en intraNET. Ayant besoin d'outils numériques pour le projet, il constitue une première liste distinguant les logiciels libres des logiciels gratuits. C'est ainsi que commence à se constituer Framasoft qu'il crée officiellement en novembre 2001 : « J'ai placé mes notes sur un site, et elles ont tout de suite trouvé un écho. Un modeste projet personnel s'est alors déployé pour devenir Framasoft, en quelque sorte l'œuvre de ma vie ».
Au début des années 2000, il est détaché au lycée français de Rome. Il utilise son temps libre pour développer pleinement Framasoft, qui se constitue en association en 2004. Au fil des années, il peine cependant à concilier son activité d'enseignant avec un engagement associatif de plus en plus prenant. Il finit par quitter temporairement l'enseignement et devient de septembre 2012 à septembre 2014, salarié de l'association Framasoft. Il participe à une conférence TEDx à Genève en 2014 ayant pour thème Freedom@DigitalAge en compagnie de Richard Stallman et Tristan Nitot.
En 2015, il retourne enseigner à la section française de l'École européenne de Taipei, où il crée notamment La Nuit du C0de, puis à l'École française de Florence de la Mission laïque française.
En septembre 2021, il devient chef de projet logiciels et ressources éducatives libres et mixité dans les filières du numérique au sein de la Direction du numérique pour l'éducation du ministère de l'Éducation nationale, à la suite des États généraux du numérique pour l'Éducation. Dans ce cadre, il coorganise, en avril 2022, la 1re Journée du libre éducatif à l'ENS de Lyon où sont notamment mis en avant des projets libres tels que Vikidia, PrimTux et Sésamath. L'édition 2023 s'est déroulée à Rennes au Couvent des Jacobins. Inclus dans la stratégie du numérique pour l'éducation 2023-2027 du ministère, il est également à l'initiative du projet de forge nationale, instance GitLab pour accompagner et favoriser la production et le partage des communs numériques pour et par les enseignants et leurs élèves,, présentée en janvier 2023 au FOSDEM. Il est à l'initiative en décembre 2023 de la publication française du livre d'origine allemande Ada & Zangemann de Matthias Kirschner et Sandra Brandstätter dont il a écrit la préface. Sous licence libre et traduit collaborativement par une centaine d'élèves, il s'agit du « premier livre jeunesse consacré aux logiciels libres ».
Il intègre le ministère au moment où la Direction du numérique pour l'éducation entreprend un virage assumé vers le logiciel libre et les communs numériques avec des projets comme apps.education.fr. « Nous voulons développer un numérique souverain, qui ne nous lie pas à tel ou tel éditeur, et qui s’appuie sur les valeurs du partage, de la mutualisation et de la collaboration que l'on retrouve à 200 % dans le libre éducatif », affirme ainsi début 2022 son directeur Audran Le Baron, qui se donne « cinq ans pour bâtir le Wikipédia des ressources pédagogiques des programmes français ».

## Idées et conceptions

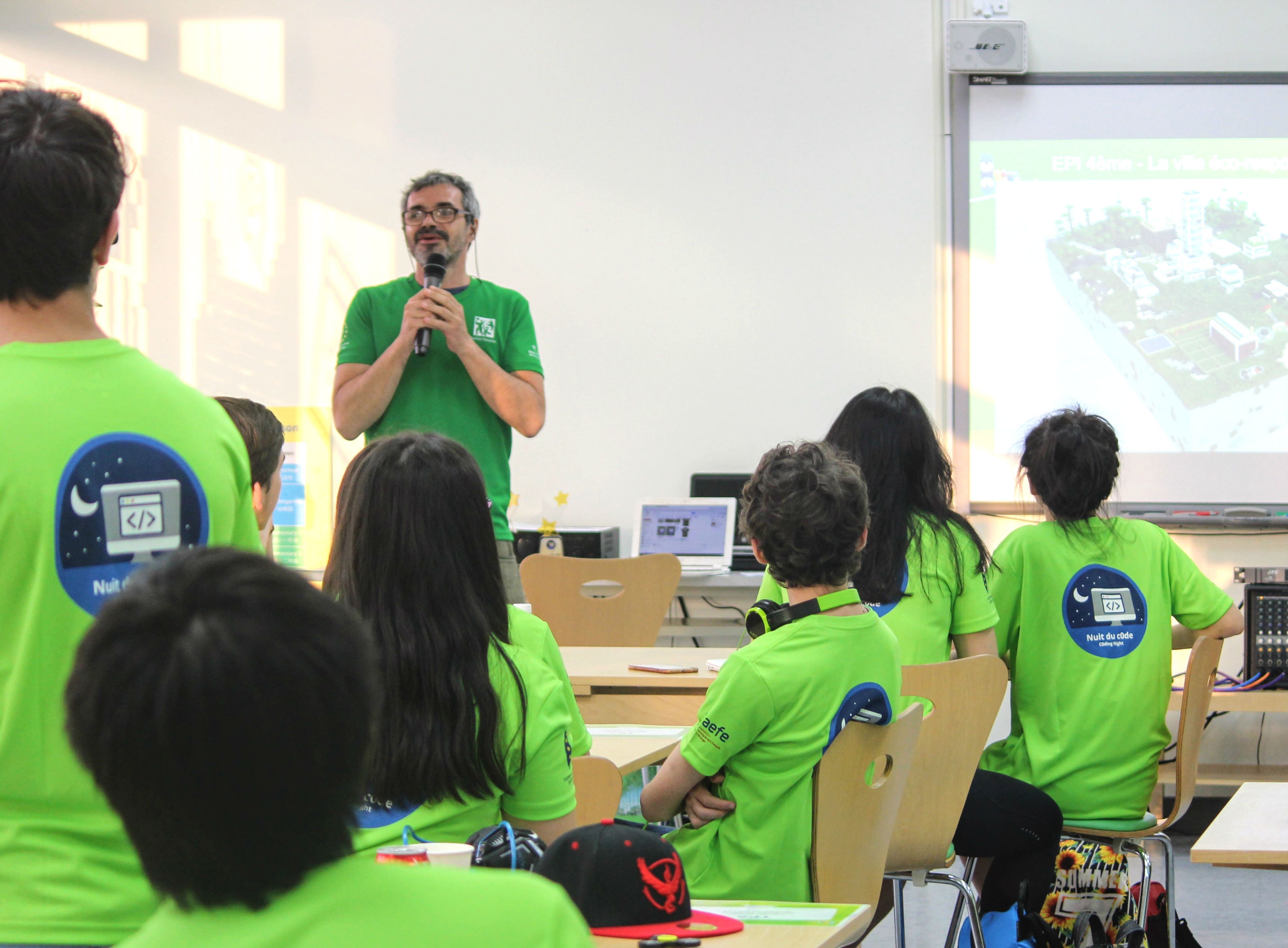
Alexis Kauffmann lors de la Nuit du C0de à l’École européenne de Taïpei en 2017.

Au sein du mouvement du logiciel libre, Alexis Kauffmann et, plus largement Framasoft, se positionnent comme libristes. En ce sens, ils manifestent « un rapport beaucoup plus critique à la technologie, insistent sur les dimensions éthiques et sociales du logiciel libre, et témoignent parfois d’une certaine irritation envers ce qu’ils estiment être l’inconséquence des geeks ». Kauffmann est notamment critique envers les promoteurs de l'open source, qui défendent une approche beaucoup plus pragmatique et déploient un discours qu'il estime adapté aux entreprises : « ils ont eu l’habileté de « se présenter en costard cravate et plus en sandales t-shirt », pour parler « réduction des coûts et amélioration de la chaîne de développement logiciel » ».
Il dénonce régulièrement sur le blog de Framasoft ce qu'il considère comme une influence trop forte de Microsoft sur l'école, « faute d’avoir pris une position volontariste vis-à-vis du logiciel libre ». Il s'est ainsi interrogé sur le rôle et la participation de Microsoft lors du Forum des enseignants innovants organisé par le Café pédagogique.

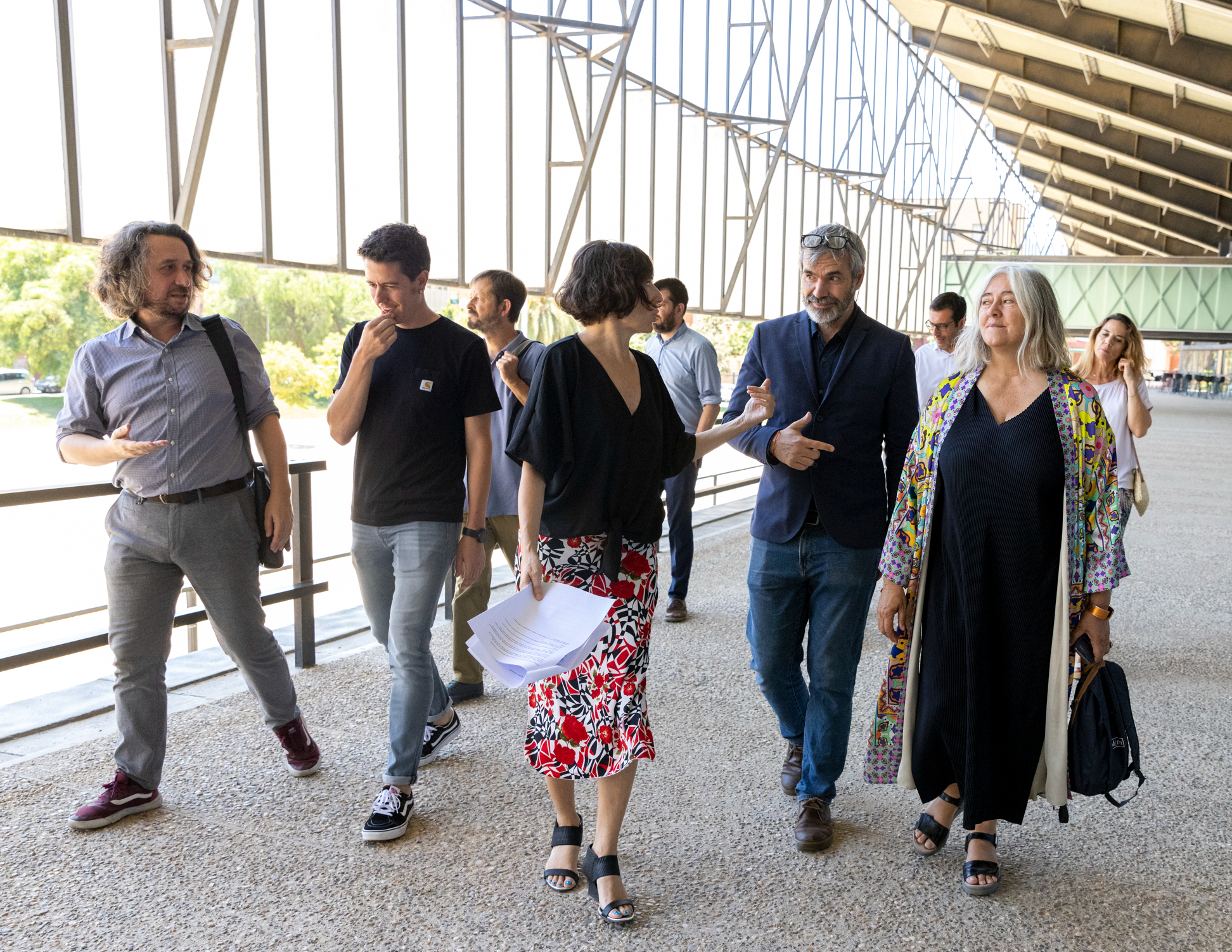
Alexis Kauffmann discutant avec Simona Levi lors du congrès Democratic Digital Education and Open Edtech à Barcelone en 2022.

Il s'est montré favorable à des synergies entre Framasoft, La Quadrature du Net, association de défense des droits et libertés des citoyens sur Internet, et avec l'April, association de promotion et de défense du logiciel libre dans l'espace francophone, pour réagir contre les dispositifs législatifs de différents gouvernements, la Loi Hadopi, le Stop Online Piracy Act, l'Accord commercial anti-contrefaçon, contraires selon lui aux valeurs et aux droits qu'il défend.
En prolongement de son action en faveur de la culture libre, il s'intéresse à la promotion et défense du domaine public. Il participe à mettre en avant l'arrivée de nouveaux auteurs dans le domaine public comme Camille Claudel. Avec Véronique Boukali, il a créé le projet Romaine Lubrique et est à l'initiative du 1er Festival du domaine public.

## Distinction
- Chevalier de l'ordre national du Mérite

Le 20 juin 2022, Alexis Kauffmann est nommé au grade de chevalier dans l'ordre national du Mérite.

## Ouvrages
- Alexis Kauffmann et Christophe Masutti, « Préambule », dans Richard Stallman, Sam Williams et Christophe Masutti, Richard Stallman et la révolution du logiciel libre, Eyrolles et Framasoft, 2010  (ISBN 0-596-00287-4), p. XV-XVII
- Véronique Boukali et Alexis Kauffmann, « Enlaçons le domaine public », dans Nicolas Taffin (dir.), Pages publiques, à la recherche des trésors du domaine public, C&F édition, 2014  (ISBN 978-2-915825-36-7), p. 80-85

### Sources et bibliographie
- Sébastien Broca, L'Utopie du logiciel libre : le logiciel libre entre utopie, mythe et idéologie, Thèse de sociologie soutenue à Paris-I, 2012 (lire en ligne)
- Margherita Nasi, « Alexis Kauffmann, l'enseignant qui voulait être libre », Le Monde,‎ 17 décembre 2012 (ISSN 0395-2037, lire en ligne, consulté le 26 mai 2014)
- Xavier de La Porte, « La Place de la Toile de Framasoft », France Culture,‎ 19 novembre 2011 (lire en ligne, consulté le 5 décembre 2021)